# Joaquín Antonio Barroso Netto
Joaquín Antonio Barroso Netto (30 de enero de 1881 Río de Janeiro- 1 de septiembre de 1941 Río de Janeiro) es un pianista y compositor musical brasilero.

## Trayectoria
Desde muy temprana edad Barroso Neto estudió piano, a los nueve años compuso una gavota, y para perfeccionar su técnica y completar sus ingresa en el Instituto Nacional de Música donde estudia teoría y solfeo con Arnaud Gouveia y Pôrto Alegre, piano con Alfredo Bevilacqua, con  Alberto Nepomuceno estudia contrapunto, fuga, composición y órgano, y armonía con Frederico Nascimento. Posteriormente fue designado profesor de piano. A comienzo de la década de 1920 fue designado director de la Sociedade de Cultura Musical. A causa de su interés por la música coral funda en 1936 el Coro  Barroso Neto. Su estilo romántico se manifiesta en sus composiciones, y algunas de sus obras instrumentales requieren de un considerable virtuosismo de parte del ejecutante.
Era un pianista sumamente competente y de grandes recursos técnicos. Únicamente escribió música para piano, incluidas varias piezas para enseñanza, también escribió canciones solistas y música coral. Escribe una serie de canciones muy populares: A um coração , Olhos Tristes, Canção da Felicidade, Ritornello, Dorme, Regresso ao Lar, Adeus, Balada, entre otras. 